# کوپی توبروک

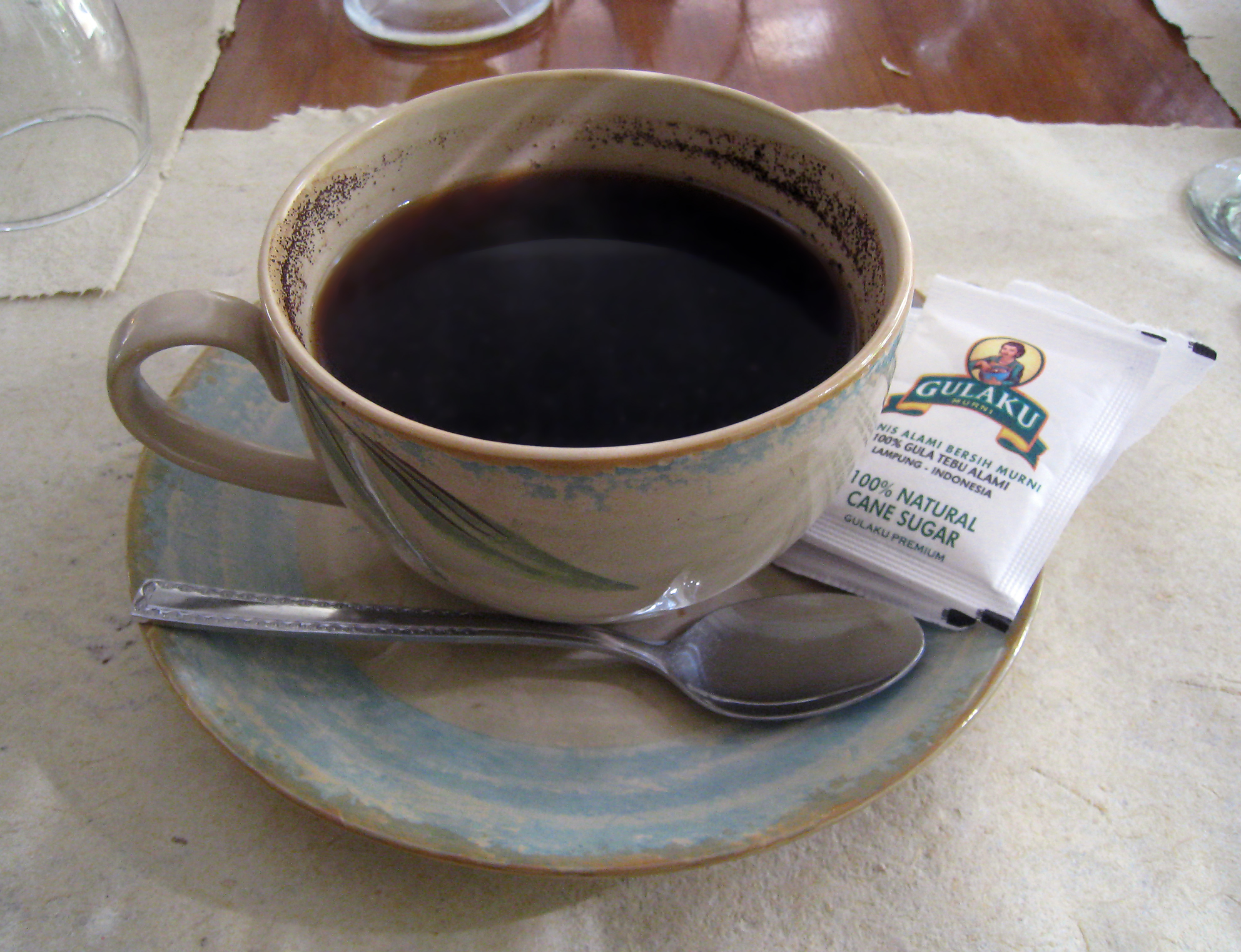
کوپی توبروک

کوپی توبروک یک قهوه به سبک اندونزیایی است که در آن آب داغ روی قهوه آسیاب‌شده، بودن هیچ فیلتری مستقیماً در لیوان ریخته می‌شود و معمولاً با آن شکر اضافه می‌شود.
در بالی، کوپی توبروک را با نام «کوپی سلم» می‌شناسند که به معنای قهوه سیاه است.

## ریشه‌شناسی
اولین کلمه نام kopi tubruk از کلمه اندونزیایی قهوه، kopi گرفته شده است. در حالی که توبروک کلمه ای جاوه ای به معنای برخورد است. این نام هم، به اسم نوشیدنی و هم به سبک تهیه آن اشاره دارد.

## تاریخچه
گمان می‌رود کوپی توبروک توسط بازرگانانی از خاورمیانه به اندونزی آورده شده باشد. این نوشیدنی در یوگیاکارتا و جاوای مرکزی محبوب است و در اکثر وارانگ‌هایی که قهوه سرو می‌کنند پیدا می‌شود.

## آماده‌سازی
کوپی توبروک از دانه‌های قهوه‌ای که ریز آسیاب‌شده استفاده می‌کند. گاهی از قهوه فوری استفاده می‌شود، البته انواعی که شکر یا شیر نداشته باشد. سپس این دانه‌های آسیاب‌شده قهوه با آب جوش مخلوط می‌شوند. کوپی توبروک معمولاً در یک لیوان شفاف سرو می‌شود. از آنجایی که قهوه بدون فیلتر دم می‌شود، تفاله‌های قهوه استفاده شده در ته‌لیوان ته‌نشین می‌شوند. همچنین گاهی شکر هم به این نوشیدنی اضافه می‌شود و در انواع مدرن آن شیر عسلی هم به آن اضافه می‌گردد.